# SN 2005ez
SN 2005ez – supernowa typu Ia odkryta 3 września 2005 roku w galaktyce A030710+0107. W momencie odkrycia miała maksymalną jasność 21,40m.